# Kape Rüster
 Karl "Kape" Ferdinand Rüster, född 1904, död 6 juli 1977, var en tysk-finländsk musiker, kompositör, sångtextförfattare och musikhandlare. Rüster bildade 1926 orkestern Seminola.
Rüster komponerade totalt 26 sånger, vilka har framförts av bland andra Georg Malmstén, Veli Lehto, Kaarlo Kytö och Mauno Tamminen.